# Tom Poes en de zwarte sluiper
Tom Poes en de Zwarte Sluiper is een ballonstripverhaal uit de Tom Poes-reeks. Het werd als vervolgverhaal gepubliceerd in 1958, in de nummers 39 tot en met 49 van het weekblad Donald Duck. Het verscheen in albumvorm voor het eerst in 1982 bij uitgeverij Oberon. 

## Samenvatting
Heer Bommel en Tom Poes maken kennis met een hypnotiseur die voorstellingen geeft. Maar al snel blijkt hij meer van plan te zijn. Met gehypnotiseerde helpers berooft hij later de bank, en denkt ongezien weg te komen. Maar Tom Poes en Heer Bommel hebben hen ontdekt en weten ze allemaal te vangen. Voordat dat lukt zijn er de nodige toestanden en misverstanden, waar onder meer commissaris Bulle Bas de dupe van is.